# Міхал Ольшевський (шахіст)
Міхал Ольшевський (пол. Michał Olszewski; нар. 23 вересня 1989, Варшава) — польський шахіст, гросмейстер від 2009 року.

## Шахова кар'єра
Двічі здобував титул чемпіона Польщі серед юніорів: 2003 року в Бродах (в категорії до 14 років) і 2005 року в Лебі (до 16 років). Крім того, 2006 року (знову в Лебі) виборов бронзову медаль у групі до 18 років. Багаторазовий призер клубного чемпіонату Польщі серед юніорів: у складі «Damisu» Варшава — двічі золотий (Лячна 2002, Кошалін 2003), двічі срібний (Вісла 2001, Кошалін 2004), а також за клуб «KSz Polonia Warszawa» — срібний (Шклярська Поремба 2006).
Неодноразово представляв країну на чемпіонатах світу та Європи серед юніорів. 2004 року виграв у Туреччині бронзову медаль ЧЄ в категорії до 16 років. На перетині 2004/2005 років переміг на міжнародному турнірі серед юніорів у Галльсбергу. 2006 року переміг на турнірі за швейцарською системою в Генгело, поділив 1-ше місце (разом з Монікою Соцко) на відкритому турнірі Меморіалу Рубінштейна в Поляниця-Здруй, а також посів 4-те місце на чемпіонаті Європи зі швидких шахів, який відбувся у Варшаві. 2008 року вдруге в кар'єрі поділив 1-ше місце на відкритому турнірі меморіалу Акіби Рубінштейна в Поляниці-Здруй (разом з Алоїзасом Квейнісом), переміг у Лігниці, виконавши першу гросмейстерську норму. Ще дві виконав у 2009 році, під час фіналу чемпіонату Польщі в Хотовій і на турнірі Каппель-ла-Гранд. Також 2009 року здобув у Пуерто-Мадрині бронзову медаль чемпіонату світу серед юніорів до 20 років. 2014 року здобув у м. Катовиці золоту медаль (у командному заліку) чемпіонату світу серед студентів.
Чотириразовий призер клубного чемпіонату Польщі в складі клубу «Polonia Warszawa»: двічі золотий (2009, 2011), срібний (2007) і бронзовий (2008).
Найвищий рейтинг Ело в кар'єрі мав станом на 1 квітня 2015 року, досягнувши 2571 очок займав тоді 15-те місце серед польських шахістів.

## Зміни рейтингу
| На цьому місці має відображатися графік чи діаграма, однак з технічних причин його відображення наразі вимкнено. Будь ласка, не видаляйте код, який викликає це повідомлення. Розробники вже працюють для того, щоби відновити штатне функціонування цього графіка або діаграми. | |
| | На цьому місці має відображатися графік чи діаграма, однак з технічних причин його відображення наразі вимкнено. Будь ласка, не видаляйте код, який викликає це повідомлення. Розробники вже працюють для того, щоби відновити штатне функціонування цього графіка або діаграми. |